# Maglehøj
Maglehøj är en gravhög 1 km sydöst om Frederiksværk på ön Själland i Danmark. Den ligger i Halsnæs kommun i Region Hovedstaden 50 km nordväst om Köpenhamn.   